# Saint-Hilaire-du-Maine
Saint-Hilaire-du-Maine település Franciaországban, Mayenne megyében. Lakosainak száma 808 fő (2022. január 1.). Saint-Hilaire-du-Maine La Baconnière, Le Bourgneuf-la-Forêt, Chailland, Juvigné és Montenay községekkel határos.

## Népesség
A település népessége az elmúlt években az alábbi módon változott:
| Lakosok száma | 824  | 688  | 633  | 799  | 837  | 846  | 863  | 832  | 817  | 808  |
|               | 1968 | 1982 | 1990 | 2006 | 2013 | 2015 | 2017 | 2019 | 2020 | 2022 |